# Леи для любящих родину
Леи для любящих родину (гав. He lei no ka po’e aloha ʻāina — леи для любящих родину) — гавайская патриотическая песня на Гавайском языке времён свержения гавайской королевы Лилиуокалани. Один из символов Гавайев как гимн сопротивления.

## Описание

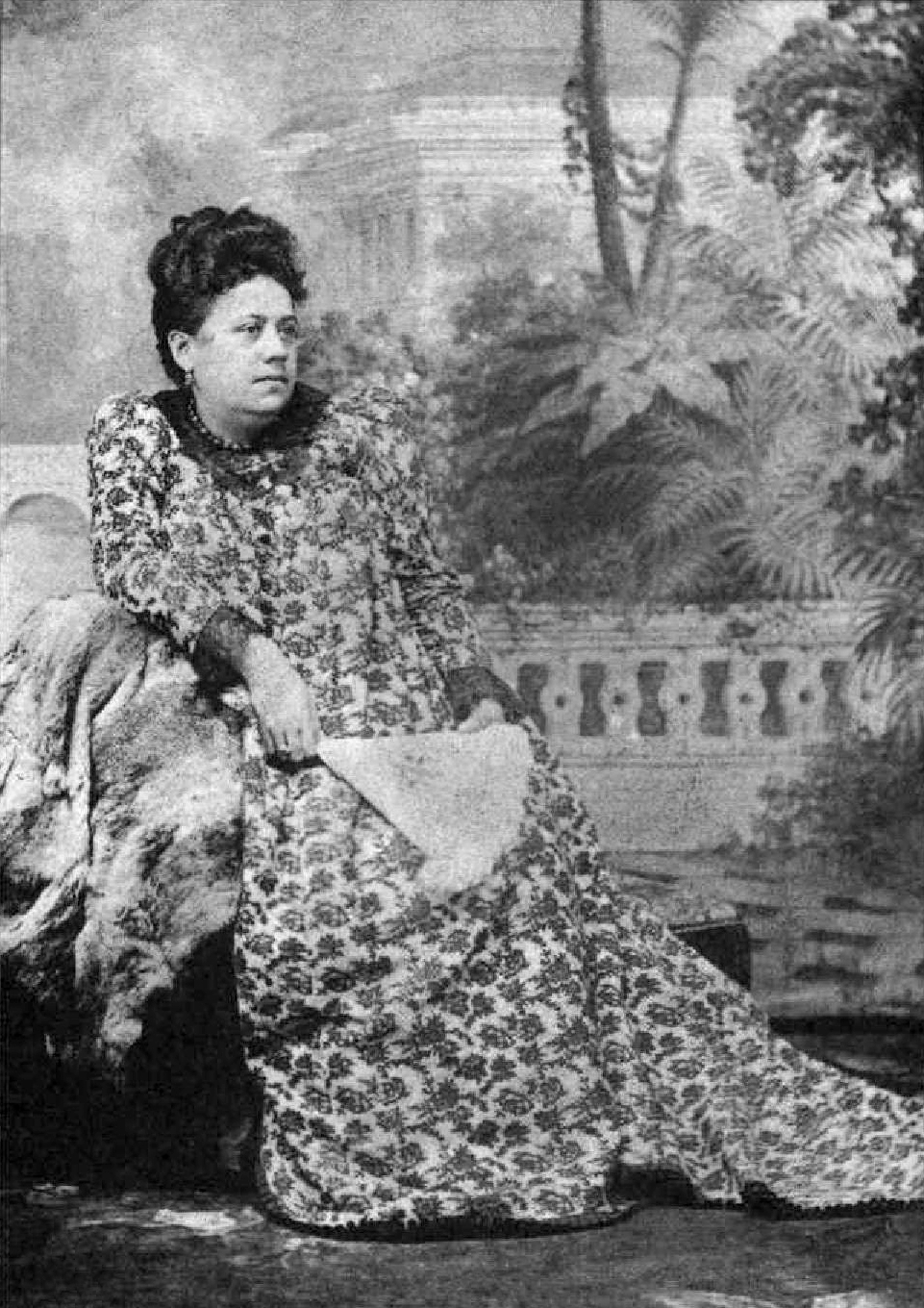
Элеонора Прендергаст — автор песни, 1893

Песня была написана Элеонорой Райт Прендергаст (англ. Eleanor Kekoaohiwaikalani Wright Prendergast; 1865—1902) в 1893 году для Королевского Гавайского оркестра, который протестовал против свержения королевы Лилиуокалани и упразднения Королевства Гавайи (1810—1893).
Эта песня также известна под несколькими названиями:
- английские, в переводе: «Песня патриотов», «Песня поедателей камней»
- гавайские: «He lei no ka po’e aloha ʻālna», «Kaulana Nā Нуа», «Mele ʻAi Pōhaku», «Mele Aloha ʻĀina».

Она по-прежнему популярна на Гавайях, не только, как символ былой гавайской государственности, но и как мелодичная гавайская песня без политического намёка.
Ещё в 1970 году песня считалась священной, под неё запрещалось танцевать. Однако, сегодня под неё танцуют гавайский танец хула.
Правительство, о котором говорится в песне, - это Временное правительство Гавайев (1893—1894).

## Текст песни
Текст песни был приведён в книге словацкого лингвиста Виктора Крупа о гавайском языке:
| гавайский оригинал: | перевод: |
| He lei no ka po’e aloha ʻāina Kaulana nā pua aʻo Hawaiʻi Kūpaʻa mahope o ka ʻāina Hiki mai ka ʻelele o ka loko ʻino Palapala ʻānunu me ka pākaha Pane mai Hawaiʻi moku o Keawe Kōkua nā hono aʻo Piʻilani Kākoʻo mai Kauaʻi o Mano Paʻa pū me ke one Kākuhihewa ʻAʻole aʻe kau i ka pūlima Maluna o ka pepa o ka ʻenemi Hoʻohui ʻāina kūʻai hewa I ka pono sivila aʻo ke kanaka. ʻAʻole mākou aʻe minamina I ka puʻukālā a ke aupuni Ua lawa mākou i ka pōhaku I ka ʻai kamahaʻo o ka ʻāina. Mahope mākou o Lili ’u-lani, Ā kau hou ’ia i ke kalaunu. Ha’ina ’ia mai ana ka puana 'O ka po’e i aloha i ka ʻāina! | Лей для любящих родину Славные дети Гавайев. Твёрдо стойте вы за свою родину. Явится безжалостный посланец. Увидите вы вымогательство и алчность. Откликается Гавайи, земля властителя Кеаве. Помогают нам заливы в Пиилани, Поддерживает нас Кауаи, остров Мано, С ними едины пески Какухихева. Никто не поставит подпись Под вражеским документом. В котором грех порабощения Человеческих прав гавайца. Мы не дорого ценим Горсть долларов от правительства. Наша страна обильна камнями. Таинственной пищей земли. Мы стоим за Лилиуокалани, Чтоб она получила обратно корону. Пропойте эту песню Про людей, любящих родину! |